# Doris Beck
Doris Beck (* 5. April 1961 in Ruggell) ist eine liechtensteinische Politikerin und war von 2005 bis 2013 Abgeordnete im liechtensteinischen Landtag.

## Biografie
Beck absolvierte eine Lehre bei einer liechtensteinischen Bank, bevor sie ihre Ausbildung zur Informatikerin begann und 1986 die eidgenössische Berufsprüfung für Wirtschaftsinformatiker bestand. 1988 bis 2001 war sie bei einer liechtensteinischen Bank im Informatikbereich in einer leitenden Funktion tätig und ist 2001 mit ihrem eigenen Unternehmen selbständig.
Beck ist seit 2001 Mitglied des Präsidiums der Vaterländischen Union. 2005 wurde sie erstmals in den Landtag des Fürstentums Liechtenstein gewählt. Dort war sie bis 2009 Fraktionssprecherin ihrer Partei und Delegationsleiterin der liechtensteinischen Delegation in der Parlamentarischen Versammlung der OSZE. Von 2009 bis 2010 war sie nur noch Mitglied der Delegation. Bei der Landtagswahl im Februar 2013 trat sie nicht mehr an.
Neben ihrer Tätigkeit im Landtag ist Beck seit 2007 Mitglied in der Wirtschaftskommission in ihrem Wohnort Ruggell und im Vorstand der Ortsgruppe der VU in Ruggell. Sie ist geschieden und Mutter zweier Töchter.